# Conquests of Camelot: The Search for the Grail
Conquests of Camelot: The Search for the Grail es un juego de aventura gráfica lanzado en 1990 por Sierra On-Line. Fue el primer juego de la serie Conquests diseñado por Christy Marx y su marido Peter Ledger. El otro juego de la serie fue Conquests of the Longbow: The Legend of Robin Hood de 1991. Marx hizo la mayor parte del trabajo de diseño mientras que Ledger creó el juego y el diseño del paquete.

## Jugabilidad
La jugabilidad es típica de los juegos de aventuras de Sierra de esa época, incluyendo varias secuencias de acción, rompecabezas y acertijos. Ocasionalmente, habrá algunas soluciones alternativas a los puzles.
La puntuación se basa en tres tipos de puntos: habilidad (cuando el jugador realice acciones que lo ayuden en su aventura o derrote enemigos), sabiduría (al examinar cosas, hablar con otros u obtener pistas) y alma (realizar buenas acciones para ayudar a otros). Las opciones proporcionan un nivel de dificultad para las secuencias de acción, pero con puntos más bajos. El juego incluye una banda sonora de música medieval de sonido auténtico compuesta por Mark Seibert.
Los cuadros de mensajes (narración) son del mago Merlín hablando y aconsejando al jugador. El texto del juego muestra formas menos conocidas de palabras, por ejemplo Gwenhyver, Excaliber, Gawaine, Launcelot y magick en lugar de las más conocidas Guinevere, Excalibur, Gawain, Lancelot y magic. Sin embargo, el analizador comprende todas las ortografías.
El paquete incluye un mapa de Europa en la época artúrica y un manual ilustrado llamado Liber Ex Doctrina (que en latín significa «Libro (derivado) del conocimiento» o «Libro de la doctrina»). Este libro incluye información sobre la evolución de los mitos artúricos y del Grial, así como sobre la mitología griega y romana; parte de esta información resultará necesaria para responder a los acertijos del juego.

## Trama
El juego comienza con la decadencia de Camelot debido al triángulo amoroso entre el rey Arturo, Ginebra y Lancelot. Esta «maldición» trajo hambruna y sequía al reino. Después de tener una visión del Santo Grial cubierto por una tela de plata, Gawain, Lancelot y Galahad parten en busca del Santo Grial, pero no regresan. El jugador controlará a Arturo en su búsqueda de los caballeros desaparecidos y el Grial.
La aventura comienza en Camelot y luego el jugador viajará por Inglaterra. En su camino a Glastonbury Tor, un Caballero Negro lo desafiará a una justa antes de rescatar a Gawain. En las ruinas de Tor se encuentra con un ermitaño loco, un monje que sirve a los «Ancianos» y afirma tener el Grial dejado por José de Arimatea. Después, visita Ot Moor, donde la Dama del Lago, congelada debido a la maldición, desafía a Arturo con un acertijo para rescatar a Lancelot que está encarcelado.
Desde Southampton, Arturo abandona Inglaterra para seguir las huellas de Galahad. Llega a Gaza, donde es recibido por un hombre llamado Al Sirat, quien le presentará el culto de las Seis Diosas. En Jerusalén, Arturo es puesto a prueba por sus actos de altruismo y ayuda a la gente. Después de atravesar una serie de catacumbas peligrosas y salvar a Galahad de su enfermedad terminal, el jugador llega al antiguo Templo de Afrodita, donde la diosa lo dirige hacia el Grial. Arturo consigue el Grial, pero el ladrón de Gaza se lo arrebata rápidamente. Después de que Arturo se ocupa del ladrón, él y Galahad son transportados de regreso a Camelot. El Grial es ofrecido al altar cristiano dentro de la Capilla y luego desaparece alejando a Mitra, poniendo fin a la hambruna y restaurando la prosperidad dentro de Camelot. Aunque la maldición del triángulo amoroso haya desaparecido de la tierra, permanece dentro del corazón de Arturo.